# Jean-Christophe Lagarde
Jean-Christophe Lagarde (ur. 24 października 1967 w Châtellerault) – francuski polityk, parlamentarzysta, były sekretarz generalny Nowego Centrum oraz przewodniczący Unii Demokratów i Niezależnych.

## Życiorys
W drugiej połowie lat 80. wstąpił do centrowej Unii na rzecz Demokracji Francuskiej. Zaangażował się w kampanię prezydencką Raymonda Barre z 1988. Zajmował kierownicze stanowiska w młodzieżówce wchodzącego w skład Unii Centrum Demokratów Społecznych, a w latach 1998–2001 przewodniczył organizacji młodzieżowej UDF.
W okresie 1989–2001 był radnym miejskim w Drancy. Od 2001 do 2017 pełnił funkcję mera tej miejscowości. Zasiadał w radzie departamentu Seine-Saint-Denis (2001–2003) i regionu Ile-de-France (1998–2002).
W 2002 uzyskał mandat deputowanego do Zgromadzenia Narodowego, w 2006 został wiceprzewodniczącym izby niższej parlamentu. W 2007 był rzecznikiem François Bayrou w kampanii prezydenckiej. Po pierwszej turze poparł jego koncepcję powołania Ruchu Demokratycznego. W wyborach parlamentarnych w tym samym roku mimo członkostwa w MoDem ubiegał się o reelekcję jako niezależny kandydat prawicy, został też poparty przez Unię na rzecz Ruchu Ludowego. Po uzyskaniu reelekcji wstąpił do proprezydenckiej frakcji Nowego Centrum. W 2008 objął stanowisko sekretarza wykonawczego tej partii. W wyborach parlamentarnych w 2012 ponownie został wybrany na deputowanego.
Założył następnie nową formację pod nazwą Force européenne démocrate, z którą przystąpił do Unii Demokratów i Niezależnych. W listopadzie 2014 został nowym liderem UDI, pokonując w drugiej turze głosowania Hervégo Morina. W 2017 uzyskał reelekcję na XV kadencję Zgromadzenia Narodowego. W niższej izbie parlamentu zasiadał do 2022, w tym samym roku przestał pełnić funkcję przewodniczącego UDI.